# Setra SG 219 SL
De Setra SG 219 SL is een gelede autobus voor stadsvervoer. Dit bustype is geproduceerd door de Duitse busfabrikant Setra. De bus heeft geen verlaagde vloer, waardoor er treden nodig zijn en mindervalide mensen moeilijker de bus in kunnen. De bus werd in de loop van 1983-1984 geïntroduceerd, samen met de Setra S 215 SL, Setra S 215 UL en Setra SG 221 UL en is de gelede tegenhanger van de S 215 SL. De bus was vooral bedoeld voor op de stadsdienst, maar werd vaak ook gebruikt voor op de streekdienst.

## Inzet
Dit bustype komt voor in verschillende landen, waaronder Duitsland, Frankrijk en België.
| Land   | Bedrijf        | Serie  | Aantal | Inzet   | Opmerking                            |
| ------ | -------------- | ------ | ------ | ------- | ------------------------------------ |
| België | Melotte        | 442228 | 1      | Limburg | Ex-Reizen De Valk                    |
| België | Reizen De Valk | 441603 | 1      | Limburg | Tweedehands bus Verkocht aan Melotte |

## Verwante bustypen
- Setra S 213 UL - Midibus
- Setra S 215 NR - Standaardbus, verlaagde vloer
- Setra S 215 SL - Standaardbus, vooral bedoeld voor stadsvervoer
- Setra S 215 UL - Standaardbus, vooral bedoeld voor streekvervoer
- Setra SG 221 UL - Gelede bus, vooral bedoeld voor streekvervoer